# The Concert
The Concert es un álbum en directo de la banda estadounidense de rock Creedence Clearwater Revival, publicado en 1980.
El álbum fue grabado en el Oakland Coliseum de California el 31 de enero de 1970. Originalmente, el álbum fue titulado de forma errónea The Royal Albert Hall Concert. Sólo después de su publicación sería corregido el error, renombrando el disco.

## Lista de canciones
Todos los temas compuestos por John Fogerty.
1. "Born on the Bayou" – 5:14
2. "Green River" – 3:00
3. "Tombstone Shadow" – 4:05
4. "Don't Look Now" – 2:05
5. "Travelin' Band" – 2:18
6. "Who'll Stop the Rain" – 2:31
7. "Bad Moon Rising" 2:16
8. "Proud Mary" – 3:09
9. "Fortunate Son" – 2:22
10. "Commotion" – 2:36
11. "Midnight Special" – 3:48
12. "Night Time is the Right Time" – 3:29
13. "Down on the Corner" – 2:44
14. "Keep on Chooglin'" – 9:09

## Personal
- John Fogerty: guitarra principal y voz
- Stu Cook: bajo
- Doug Clifford: batería
- Tom Fogerty: guitarra rítmica